# 乃磨站
納奈莫站（英語：Nanaimo Station）是加拿大卑詩省溫哥華一座架空列車博覽線車站，為運輸聯線收費架構中一號收費區的其中一個車站。此站坐落溫哥華東區納奈莫街、東24街和凡尼斯道的交界處，於1985年12月11日聯同博覽線一起開幕，千禧線於2002年通車後亦曾駛經此站，直至當局於2016年10月22日重組架空列車網絡為止。博覽線在此站以東由高架運行改為地面運行，並跟隨過去卑詩電力鐵路的中央公園市際電車走線。

## 車站設計

### 樓層
| T | 側式月台 | 側式月台                                   |
| T | 1號月台  | 博覽線往濱海站（金馬素－百老匯站）         |
| T | 2號月台  | 博覽線往喬治王站和生產路－大學站（29街站） |
| T | 側式月台 |                                            |
| S | 地面     | 出入口、自動售票機、驗票閘門               |

## 接駁交通
納奈莫站外的巴士站編排如下：
| 巴士站編號 | 服務路線                       |
| ---------- | ------------------------------ |
| 1          | 25號巴士，往布伦活镇中心站方向 |
| 2          | 25號巴士，往卑詩大学方向       |
| 3          | 7號巴士，往登巴總站方向        |

## 外部連結
- 维基共享资源上的相關多媒體資源：乃磨站